# Bahnradsport-Weltmeisterschaften 1995
Die Bahnradsport-Weltmeisterschaften 1995 fanden vom 26. bis 30. September 1995 im „Velódromo Luis Carlos Galán“ in Bogotá (Kolumbien) statt. Auf dem Programm standen zwölf Disziplinen, acht für Männer, vier für Frauen. Erstmals wurden die Disziplinen Olympischer Sprint sowie Zweier-Mannschaftsfahren der Männer ausgefahren; sie ersetzten die Disziplinen Tandem- sowie Steherrennen.
Das Velodrom bot Platz für 7800 Zuschauer. Täglich war es etwa zur Hälfte mit „immer fröhlichem und begeistertem“ Publikum gefüllt. Die offene Zementbahn maß 333,33 Meter, mehrfach mussten Rennen wegen Regens verschoben werden. Der Wettkampfort liegt in 2600 Meter Höhe, was vier Jahresweltbestleistungen zur Folge hatte. Der Radsport: „Wenngleich die Organisation […] mitunter chaotische Züge annahm, im Prinzip aber war es so, wie man erwarten konnte, man nahm eine Menge positiv Eindrücke […] mit nach Hause.“
Die deutsche Mannschaft konnte lediglich zwei Medaillen erringen. Der 36-jährige Chemnitzer Michael Hübner war an der goldenen im Olympischen Sprint beteiligt, errang die silberne im Keirin und avancierte zum Publikumsliebling. Schon vor Beginn der Wettkämpfe hatte die größte kolumbianische Tageszeitung El Tiempo dem deutschen „Rad-Veteranen“ eine Titelstory gewidmet.
Überschattet wurden die Weltmeisterschaften von einem schweren Trainingsunfall des 21-jährigen französischen Rennfahrers Patrice Sulpice, der seitdem im Rollstuhl sitzt.

## Resultate Frauen
| Disziplin                | Platz | Land               | Athlet                | Zeit                  |
| ------------------------ | ----- | ------------------ | --------------------- | --------------------- |
| Sprint                   | 1     | Frankreich         | Félicia Ballanger     | 11,491 (2) 12,048 (3) |
|                          | 2     | Russland           | Olga Sljussarewa      | 11,923 (1)            |
|                          | 3     | Estland            | Erika Salumäe         | 12,564 (1) 11,928 (2) |
| Zeitfahren (500 m)       | 1     | Frankreich         | Félicia Ballanger     | 34,017                |
|                          | 2     | Russland           | Galina Jenjuchina     | 34,962                |
|                          | 3     | Australien         | Michelle Ferris       | 35,313                |
| Einerverfolgung (3000 m) | 1     | Vereinigte Staaten | Rebecca Twigg         | 3.36,081              |
|                          | 2     | Italien            | Antonella Bellutti    | 3.46,611              |
|                          | 3     | Norwegen           | May Britt Våland      | 3.37,437              |
| Punktefahren             | 1     | Russland           | Swetlana Samochwalowa | 25 P.                 |
|                          | 2     | Italien            | Nada Cristofoli       | 20 P.                 |
|                          | 3     | Frankreich         | Nathalie Lancien      | 18 P.                 |

## Resultate Männer
| Disziplin                      | Platz | Land                   | Athlet                                                                    |                       |
| ------------------------------ | ----- | ---------------------- | ------------------------------------------------------------------------- | --------------------- |
| Sprint                         | 1     | Australien             | Darryn Hill                                                               | 10,525 (2) 10,523 (3) |
|                                | 2     | Kanada                 | Curt Harnett                                                              | 10,540 (1)            |
|                                | 3     | Frankreich             | Frédéric Magné                                                            | 10,930 (1) 11,437 (2) |
| Zeitfahren (1000 m)            | 1     | Australien             | Shane Kelly                                                               |                       |
|                                | 2     | Frankreich             | Florian Rousseau                                                          |                       |
|                                | 3     | Vereinigte Staaten     | Erin Hartwell                                                             |                       |
| Keirin                         | 1     | Frankreich             | Frédéric Magné                                                            |                       |
|                                | 2     | Deutschland            | Michael Hübner                                                            |                       |
|                                | 3     | Italien                | Federico Paris                                                            |                       |
| Olympischer Sprint             | 1     | Deutschland            | Jens Fiedler/Michael Hübner/Jan van Eijden                                | 58,098                |
|                                | 2     | Frankreich             | Benoît Vétu/Hervé Thuet/Florian Rousseau                                  | 58,335                |
|                                | 3     | Vereinigte Staaten     | Marty Nothstein/Erin Hartwell/William Clay                                | 59,289                |
| Einerverfolgung (4000 m)       | 1     | Vereinigtes Konigreich | Graeme Obree                                                              | 4.24,182              |
|                                | 2     | Italien                | Andrea Collinelli                                                         | 4.25,677              |
|                                | 3     | Australien             | Stuart O’Grady                                                            | 4.23,637              |
| Mannschaftsverfolgung (4000 m) | 1     | Australien             | Bradley McGee/Stuart O’Grady/ Rodney McGee/Tim O’Shannessey               | 4.05,010              |
|                                | 2     | Ukraine                | Dmytro Tolstjenkow/Bohdan Bondarjew/ Serhij Matwjejew/Oleksandr Symonenko | 4.07,906              |
|                                | 3     | Vereinigte Staaten     | Mariano Friedick/Dirk Copeland/ Conrad Zach/Matt Hamon                    | 4.12,530              |
| Punktefahren (50 km)           | 1     | Italien                | Silvio Martinello                                                         | 38 P.                 |
|                                | 2     | Litauen 1989           | Remigijus Lupeikis                                                        | 16 P.                 |
|                                | 3     | Kasachstan             | Sergei Lawrenenko                                                         | 16 P.                 |
| Zweier-Mannschaftsfahren       | 1     | Italien                | Silvio Martinello/Marco Villa                                             |                       |
|                                | 2     | Argentinien            | Gabriel Curuchet/Juan Esteban Curuchet                                    |                       |
|                                | 3     | Schweiz                | Kurt Betschart/Bruno Risi                                                 |                       |

## Medaillenspiegel
| Rang | Land               | Gold | Silber | Bronze | Gesamt |
| ---- | ------------------ | ---- | ------ | ------ | ------ |
| 1    | Frankreich         | 3    | 2      | 2      | 7      |
| 2    | Australien         | 3    |        | 2      | 5      |
| 3    | Italien            | 2    | 3      | 1      | 6      |
| 4    | Russland           | 1    | 2      |        | 3      |
| 5    | Deutschland        | 1    | 1      |        | 2      |
| 6    | Vereinigte Staaten | 1    |        | 3      | 4      |
| 7    | Großbritannien     | 1    |        |        | 1      |
| 8    | Argentinien        |      | 1      |        | 1      |
| 8    | Kanada             |      | 1      |        | 1      |
| 8    | Litauen            |      | 1      |        | 1      |
| 8    | Ukraine            |      | 1      |        | 1      |
| 12   | Estland            |      |        | 1      | 1      |
| 12   | Schweiz            |      |        | 1      | 1      |
| 12   | Kasachstan         |      |        | 1      | 1      |
| 12   | Norwegen           |      |        | 1      | 1      |